# Karliczka hawajska
Karliczka hawajska (Zapornia palmeri) – gatunek małego ptaka z rodziny chruścieli (Rallidae). Występował endemicznie na Laysan wchodzącej w skład Północno-Zachodnich Wysp Hawajskich, wprowadzony został również na inne wyspy z tej grupy. Ostatniej obserwacji dokonano w czerwcu 1944 lub 1945; gatunek uznany za wymarły.

## Taksonomia
Po raz pierwszy gatunek opisał Frederick William Frohawk w 1892 na łamach „The Annals and magazine of natural history” na podstawie holotypu z wyspy Laysan. Opis zawierał informacje nie tylko na temat upierzenia, ale również wyglądu gniazda i jaj. Autor nadał nowemu gatunkowi nazwę Porzanula Palmeri. Karliczka hawajska była umieszczana w rodzaju Porzana, ale obecnie (2025) zalicza się ją rodzaju Zapornia. Jest gatunkiem monotypowym. Według Kittlitza karliczki hawajskie zostały odnotowane na wyspie już w 1828 przez załogę okrętu Moller. Pierwsze okazy pozyskano jednak dopiero w 1891, kiedy to na Laysan dotarła ekspedycja Rothschilda. Spreparowane okazy znajdują się między innymi w zbiorach w Berlinie, Cambridge, Honolulu, Chicago, Tring, Nowym Jorku, Filadelfii i Waszyngtonie.

## Morfologia
Długość ciała wynosiła około 15 cm. Wymiary szczegółowe według Frohawka, oryginalne podane w calach (z dokładnością do 0,1 cala ≈ 2,5 mm): długość skrzydła 57 mm, długość górnej krawędzi dzioba 18 mm, długość skoku 23 mm. Ogon mierzył około 25 mm, był więc stosunkowo krótki; prawdopodobnie ulegał redukcji wraz ze skrzydłami. Pod względem upierzenia karliczki hawajskie przypominały jaśniejsze wersje karliczek zwyczajnych (Zapornia pusilla). Czoło, boki głowy, gardło, pierś i brew były popielate. Grzbiet, skrzydła i ciemię piaskowobrązowe z czarnobrązowymi środkami piór. Barkówki i boki ciała piaskowe. W niższej części brzucha i na pokrywach podogonowych można było dostrzec białe paskowanie. Dziób i nogi żółtawe, oliwkowozielone. Tęczówki czerwone. Samce i samice upierzone były podobnie. Osobniki młodociane wyróżniały się jasnobrązowym (według Frohawka jasnopłowym) spodem ciała.

## Zasięg występowania
Pierwotny zasięg karliczki hawajskiej obejmował tylko wyspę Laysan. Według Kittlitza identyczny lub podobny ptak miał być widziany również na pobliskiej Wyspie Lisianskiego, ale nie był odnotowywany już w latach późniejszych. Karliczki hawajskie zostały wprowadzone na Atol Pearl i Hermes (1891) i atol Midway (na Eastern Island w 1913 oraz na Sand Island w 1910). Prowadzono również próby wprowadzenia tych chruścieli na Wyspę Lisianskiego, Laysan (reintrodukcja) i główne wyspy Hawajów. Żadna z introdukcji nie powiodła się.

## Ekologia i zachowanie

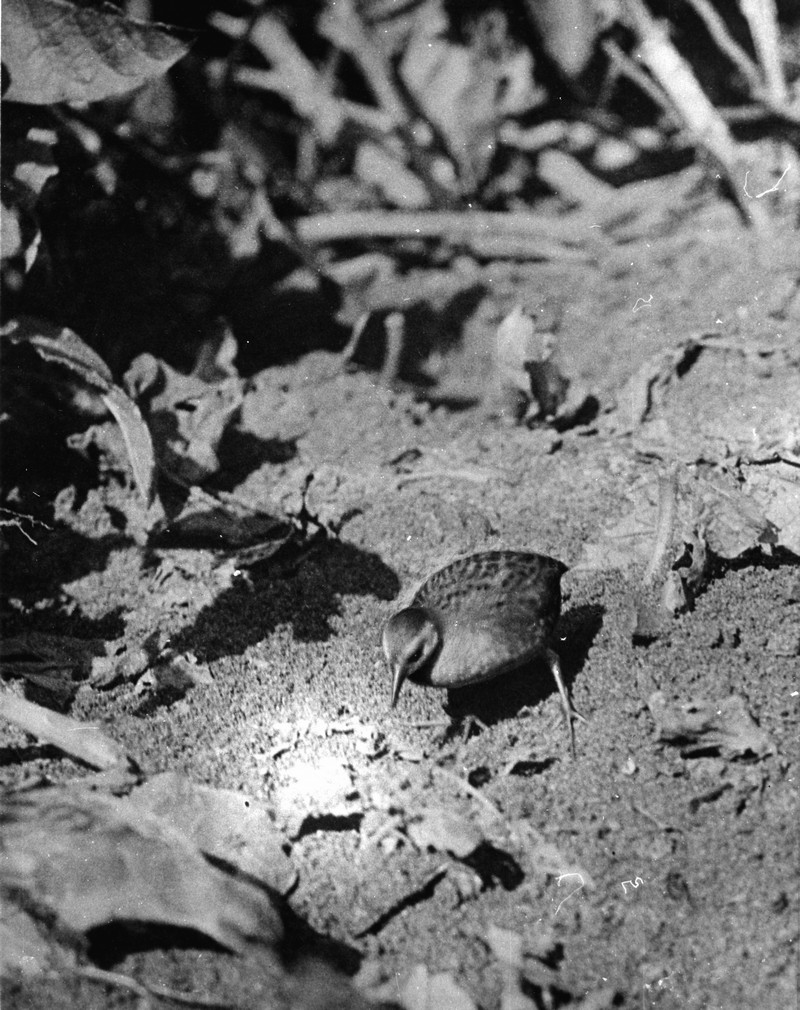
Zdjęcie z 1913 przedstawiające karliczkę hawajską

Karliczki hawajskie występowały w zaroślach Scaevola i traw. Informacje na temat tych chruścieli są niekompletne. Większość informacji pochodzi z lat 1843–1945; obserwacje terenowe prowadzone były we wszystkich miesiącach poza październikiem i listopadem. Najprawdopodobniej były nielotne, a skrzydeł używały jedynie do balansowania, np. podczas wskakiwania na wyżej położony obiekt czy podczas kąpieli. Nie wykazywały lęku przed człowiekiem; bały się go w jeszcze mniejszym stopniu niż udomowione kury. Osobniki introdukowane na Midway przez cały czas życia tej populacji nie wykształciły lęku przed ludźmi. Karliczki hawajskie były wszystkożerne, zjadały jednak głównie owady, następnie zawartość jaj innych ptaków, fragmenty mięsa i tłuszczu z ptasich trucheł i zieloną materię roślinną. Złapane do niewoli jadły również skrawki odrzucone przez przyrodników podczas preparowania ptasich skórek.

### Lęgi
Z obserwacji różnych badaczy wynika, że okres lęgowy najintensywniej przebiegał w kwietniu, czerwcu i lipcu. W 1940 na Midway Blackman natknął się na młode osobniki pod koniec marca, wcześnie jak na ten gatunek. Gniazda mieściły się na ziemi lub w splątanej roślinności. Zniesienie liczyło zwykle 3, rzadziej 2 jaja. Według Waltera K. Fishera jaja przeciętnie miały wymiary 31 na 21 mm i każdy z wymiarów różnił się najwyżej o 1 mm. Pisklęta były całkowicie pokryte czarnym puchem; dzioby miały żółte.

## Status
IUCN uznaje karliczkę hawajską za gatunek wymarły (EX, Extinct). Na Laysan wymarły między 1923 a 1936. Jedyne szacunki liczebności dostępne są dla roku 1912, kiedy to wyspę Laysan miało zamieszkiwać około dwóch tysięcy tych karliczek. W latach 90. XIX wieku na Laysan rozpoczęto wydobycie guana. Pracownicy wprowadzili na wyspy króliki i świnki morskie, które miały stanowić źródło mięsa. Króliki zaczęły się jednak gwałtownie rozmnażać i wygryzły rdzenną roślinność do ziemi, co doprowadziło do spadku liczebności, a następnie wymarcia karliczek hawajskich. Podjęto próby ratowania gatunku, wprowadzając je na inne wyspy. W Atolu Pearl i Hermes wymarły w 1930 wskutek sztormów. Na Sand Island w 1943, zaś na Eastern Island w 1944, na obu wyspach wskutek zawleczenia na nie szczurów.